# Экспресс АМ6
Экспресс AM6 — российский спутник связи серии «Экспресс», работающий на геостационарной орбите, принадлежит ФГУП «Космическая связь». 
Запущен 21 октября 2014 года в 19:09 мск с космодрома Байконур ракетой-носителем «Протон-М» с разгонным блоком «Бриз-М». Отделился от разгонного блока 22 октября в 4:31 мск.

## Миссия
Спутник предназначается для предоставления пакета мультисервисных услуг (цифровое телерадиовещание, телефония, видеоконференцсвязь, передача данных, доступ к сети Интернет), для создания сетей VSAT, а также для подвижной правительственной и президентской связи. Он позволит создать необходимую инфраструктуру для обеспечения населения страны доступным многопрограммным цифровым телевизионным и радиовещанием.
Был выведен на орбиту в рамках Федеральной космической программы России на 2006—2015 годы. Заказчиком спутника Экспресс AM6 является ГПКС, а изготовителем ОАО «ИСС».

## Запуск
Процедура выведения «Экспресс-АМ6» в рабочую точку на геостационарной орбите предусматривала, как и для ранее запущенного «Экспресс-АМ5», вывод ракетой-носителем «Протон-М» с разгонными блоком «Бриз-М» на промежуточную геопереходную орбиту, близкую к целевой и последующее довыведение с помощью собственных электрореактивных двигателей спутника.
22 октября 2014 года пресс-службы Роскомоса и Минкосвязи России сообщили об успешном пуске и выводе на расчетную орбиту аппарата «Экспресс-АМ6». Однако, впоследствии появилась информация об отличии параметров орбиты «Экспресс-АМ6» от требуемых, что длительное время публично не признавалось. Отклонение параметров орбиты от требуемых было скомпенсировано в ходе штатной процедуры довыведения, за счет запасов рабочего тела (ксенона) на борту аппарата и увеличения её длительности.

## Полезная нагрузка
Экспресс AM6 — это второй (после Экспресс АМ5) российский спутник тяжёлого класса негерметичного исполнения с большим количеством транспондеров и развитой антенной системой. Как и в случае с Экспресс АМ5, ОАО «ИСС» подписало договор с ФГУП НИИР на поставку модулей полезной нагрузки для Экспресс AM6. НИИР осуществляет интеграцию оборудования бортового ретрансляционного комплекса, а субподрядчиком по ретранслятору и антенным системам выступает компания MacDonald, Dettwiler and Associates Ltd. (MDA, Канада). Кроме того, специалисты ОАО «ИСС» приняли участие в изготовлении антенных систем космического аппарата — создали рефлекторы антенн с контурными диаграммами направленности.
На КА установлены:
- 14 транспондеров C-диапазона. Стволы С-диапазона имеют полосу пропускания 40 МГц и расположены с шагом 50 МГц. Используется поляризационное уплотнение стволов с круговой поляризацией. Луч F1 будет направлен на европейскую часть России и на Западную Сибирь, в то время как луч F2 будет обслуживать Африку.

- 44 транспондеров Ku-диапазона. Луч FK1 будет направлен на европейскую часть России и на Западную Сибирь, тогда как луч FK2 будет обслуживать Центральную Европу и страны Ближнего Востока.

- 12 транспондеров Ka-диапазона. Освоение Ка-диапазона продолжится в европейской части России и Западной Сибири (после того как будет начато на территории Сибири и на Дальнем Востоке с помощью спутника Экспресс АМ5). Спутник «Экспресс-АМ6» сохраняет технологию прямой ретрансляции в сочетании с коммутацией сигналов между лучами с использованием трёх шлюзов, связанных между собой по наземным линиям, в отличие от Экспресс АМ5, где используется многолучевая технология.

- 2 транспондера L-диапазона.

## Орбитальная позиция
Орбитальная позиция «Экспресс-АМ6» — 53° восточной долготы.
Ввод спутника в эксплуатацию, по изначальным планам, мог произойти в 1 квартале 2015 года, но из-за проблем на этапе выведения произошёл в апреле 2015 года.

## Проблемы с охлаждением
С 25 марта 2020 года стволы Ka-диапазона на Экспресс-АМ6 отключены из-за аномальной работы жидкостного контура системы терморегулирования спутника и, как следствие, невозможности эксплуатации аппарата в полной конфигурации. Оказание услуг широкополосного доступа в Интернет в Ка-диапазоне с этого аппарата прекращено. Услуги ШПД в Ка-диапазоне, предоставлявшиеся с АМ6, 30 марта 2020 года перенесены на АМУ-1
C 1 июня 2020 года, из-за полного отказа системы охлаждения, на Экспресс АМ6 отключены также транспондеры L-диапазона и часть транспондеров диапазонов С и Ku. В итоге 30 из 72 транспондеров на спутнике не действуют. Продолжают работать 30 транспондеров Ku-диапазона и 12 транспондеров С-диапазона.